# Tokaido Shinkansen
El Tokaido Shinkansen (東海道新幹線, Tōkaidō Shinkansen) és una línia ferroviària d'alta velocitat japonesa que forma part de la xarxa nacional Shinkansen. Juntament amb el Sanyo Shinkansen, forma un ferrocarril continu d'alta velocitat a través del cinturó Taiheiyō, també conegut com el corredor Tokaido. Inaugurada el 1964, que va entre Tòquio i Shin-Ōsaka, és la primera línia ferroviària d'alta velocitat del Japó. A més de ser la línia ferroviària d'alta velocitat més antiga del món, també és una de les més utilitzades. Des de 1987 ha estat operat per la Central Japan Railway Company (JR Central), i abans que per Japanese National Railways (JNR).
Hi ha tres tipus de serveis a la línia: del més ràpid al més lent, són el Nozomi de parada limitada, el semiràpid Hikari i el Kodama amb parada a totes les estacions. Molts trens Nozomi i Hikari continuen cap al San'yō Shinkansen, fins a l'estació Hakata de Fukuoka.
L'any 2000, la Societat Americana d'Enginyers Mecànics i l'Institut d'Enginyers Elèctrics i Electrònics va nomenar la línia com una fita històrica d'enginyeria mecànica i una fita de la IEEE.

## Història
Des de la inauguració de la línia ferrocarril de Tōkaidō, l'any 1872, es van planejar nombrosos projectes d'augmentar la velocitat, no tots dels quals es van dur a terme. El primer pla de la línia de tren bala, actual Shinkansen, va ser concebuda el 1939 com una línia fèrria amb trens d'alta velocitat que unís Tòquio i Shimonoseki, des de la qual s'estendria la via fins a la Xina. El projecte va ser suspès per l'arribada de la Segona Guerra Mundial, malgrat que ja s'havia iniciat l'excavació d´alguns túnels.
La construcció de la línia pròpiament dita va començar el 1959 i va ser acabada el 1964, a temps per als Jocs Olímpics de Tòquio de 1964. El viatge inaugural va ser l'1 d'octubre de 1964. Abans de la construcció d'aquesta nova línia, el viatge entre Tòquio i Ōsaka trigava 6 hores i mitja, el temps que es va escurçar a 4 hores amb l'arribada dels trens bala, i fins i tot fins a 3 hores i 10 minuts l'any següent. En el quarantè aniversari (2004), la línia Tōkaidō Shinkansen va transportar al seu passatger 4.160 milions de persones.

## Trens
La línia Tōkaidō Shinkansen té diversos tipus de trens. L'anomenat Nozomi fa els recorreguts més ràpids per fer menys parades al trajecte. El segueixen el Hikari, que fan unes parades més que el Nozomi, i, finalment, el Kodama, que para a totes les estacions.
Anteriorment van ser usats els trens de sèries 0, 100 i 300 a Tōkaidō Shinkansen. La sèrie 500 va ser introduïda el 1996 i substituïda per la sèrie 700 el 2010, i actualment només és usat a Sanyō Shinkansen.

## Japan Rail Pass
El Japan Rail Pass és una opció per als visitants estrangers al Japó. Els abonaments són vàlids als trens Kodama i Hikari. Els trens Hikari són idèntics als serveis de Nozomi a part dels seus patrons d'aturada (tots dos operen a la mateixa velocitat a la línia principal: els trens Hikari paren a estacions addicionals en ruta ampliant els temps de viatge).